# Stróganov

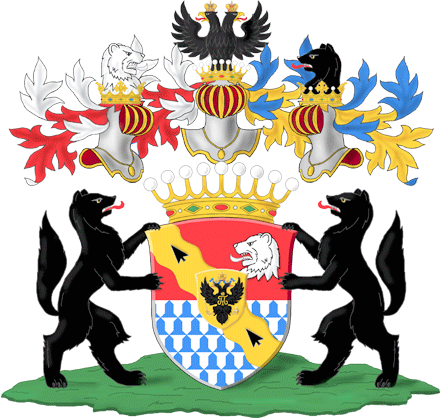
Un dels escuts dels Stroganov (1836).

Els Stroganov o Strogonov (en rus: Строгановы, Строгоновы), també escrit a la francesa Stroganoff, eren una família de reeixits comerciants, industrials, terratinents i homes d'estat russos d'entre el segle xvi i el segle xx, als quals es va atorgar rang de noblesa.

## Orígens

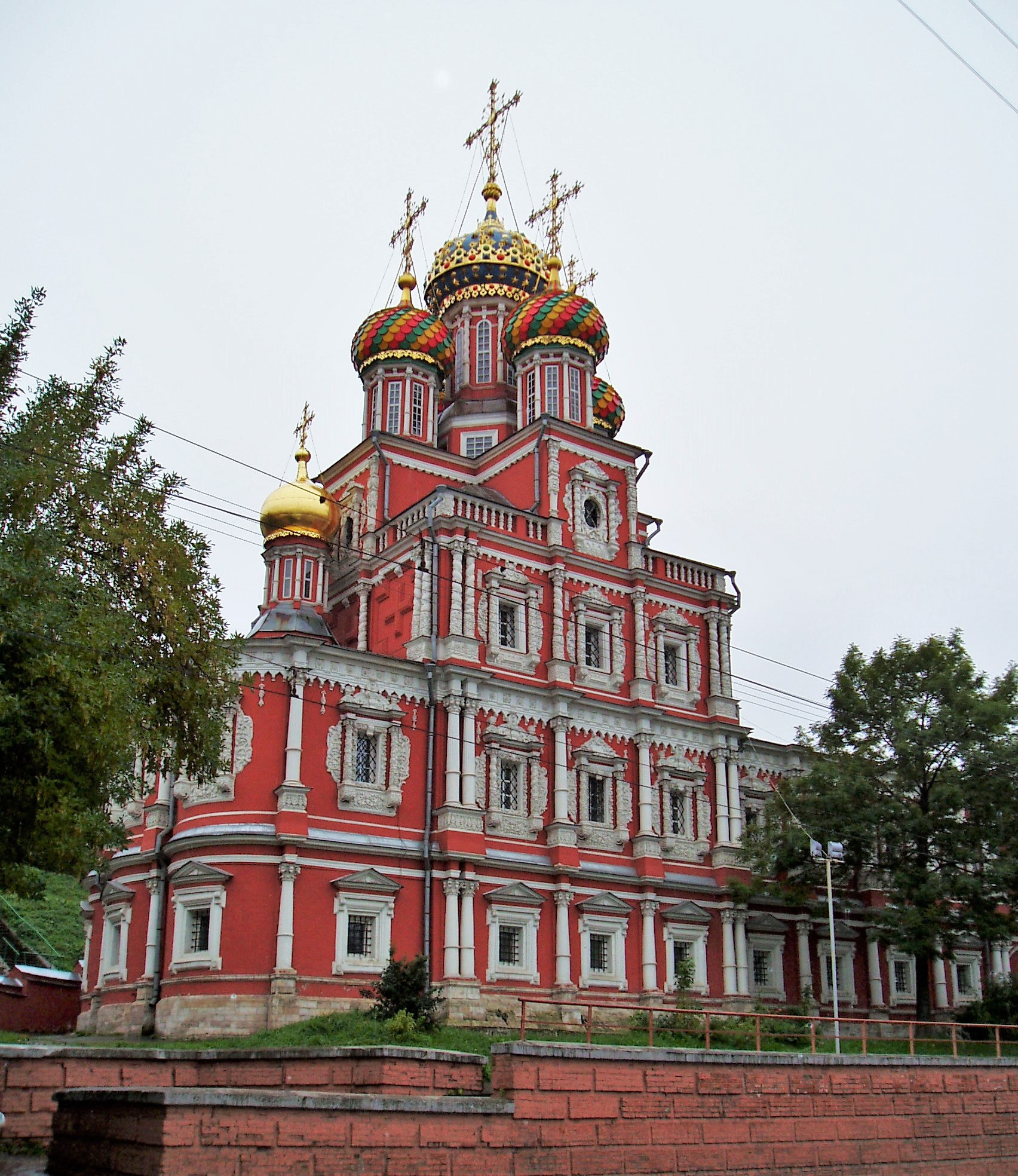
Església de la Nativitat, finançada pels Stroganov en Nijni Nóvgorod.

La família Stroganov originalment era una família de pagesos pomor, al regió subàrtic russa del Mar Blanc. Fiódor Lukich Stroganov, el progenitor de la família, es va establir a Solvychegodsk, al nord rus, a finals del segle xv. El seu fill, Anikéi Fiódorovich Stroganov (1488-1570), va obrir una salina el 1515, que es convertiria posteriorment en una gran indústria. En 1558, Ivan el Terrible li va donar en possessió a ell i als seus successors vastes terres en el territori que en aquell moment era el límit oriental de Rússia, al llarg dels rius Kama i Chusovaya.
En 1566, a la seva petició, les seves terres van ser incloses en la Opríchnina, un territori regit sota l'autoritat directa d'Ivan el Terrible. Van prendre les terres a la població local mitjançant la conquesta i la colonització amb camperols russos. Allà, els Stroganov van desenvolupar l'agricultura, la caça, les salines, la pesca i la mineria en aquestes àrees. Van construir ciutats i fortaleses, suprimint els rebels locals amb l'ajuda d'un petit exèrcit privat (les unitats eren conegudes com a druzhina), i annexionant noves terres als Urals i Sibèria a favor de Rússia. Semió Anikeievitx Stroganov (1609) i els nets d'Anikey, Maksim Iakovlevitx Stroganov (1620) i Nikita Grigoriyevich Stroganov (1620) van finançar la campanya siberiana de Iermak Timoféievitx de 1581.
Durant el període de la intervenció polonesa a principis del segle xvii, els Stroganov van oferir homes i suport militar al govern rus (també 842,000 ruble s), per la qual cosa van ser distingits el 1610.
Al segle xvii, els Stroganov van invertir fermament en la indústria de sal de Solikamsk. A la dècada de 1680, Grigori Dmitrievitx Stroganov (1656-1715) va unir totes les terres disperses pels hereus dels fills d'Anikey Stroganov. També es va annexionar les salines de la família Shustov i de la família Filatiev. Al segle xviii, els Stroganov establir diverses ferreries i foses de coure als Urals.
La família Stroganov va construir diverses esglésies remarcables - en estil barroc Narixkin - al llarg de Rússia a finals del segle xvii i principis del xviii. Entre elles s'inclou la Catedral de la Presentació de Maria (Введенский собор) a Solvtxegodsk (1688-1696), l'Església de la Mare de Déu de Kazan a Ustiuzhna (1694), l'Església de Nostra Senyora de Smolensk (церковь Смоленской Богоматери) a Gordeyeva (actualment part del districte de Kanavino a Nijni Nóvgorod) -1697, i l'Església de la Nativitat de Nijni Nóvgorod (començada el 1697 i consagrada el 1719).

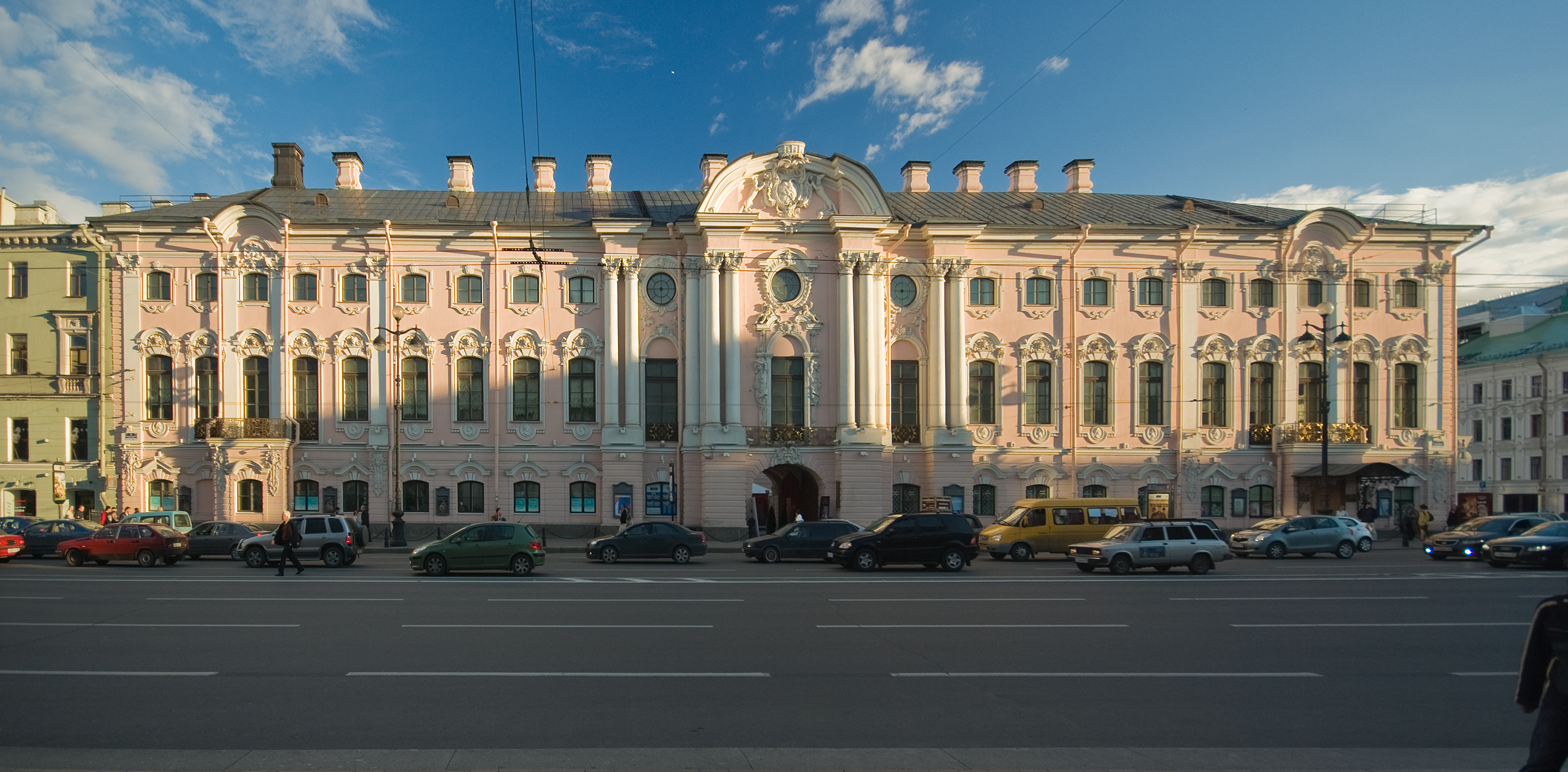
Palau Stroganov.

## Barons Stroganov

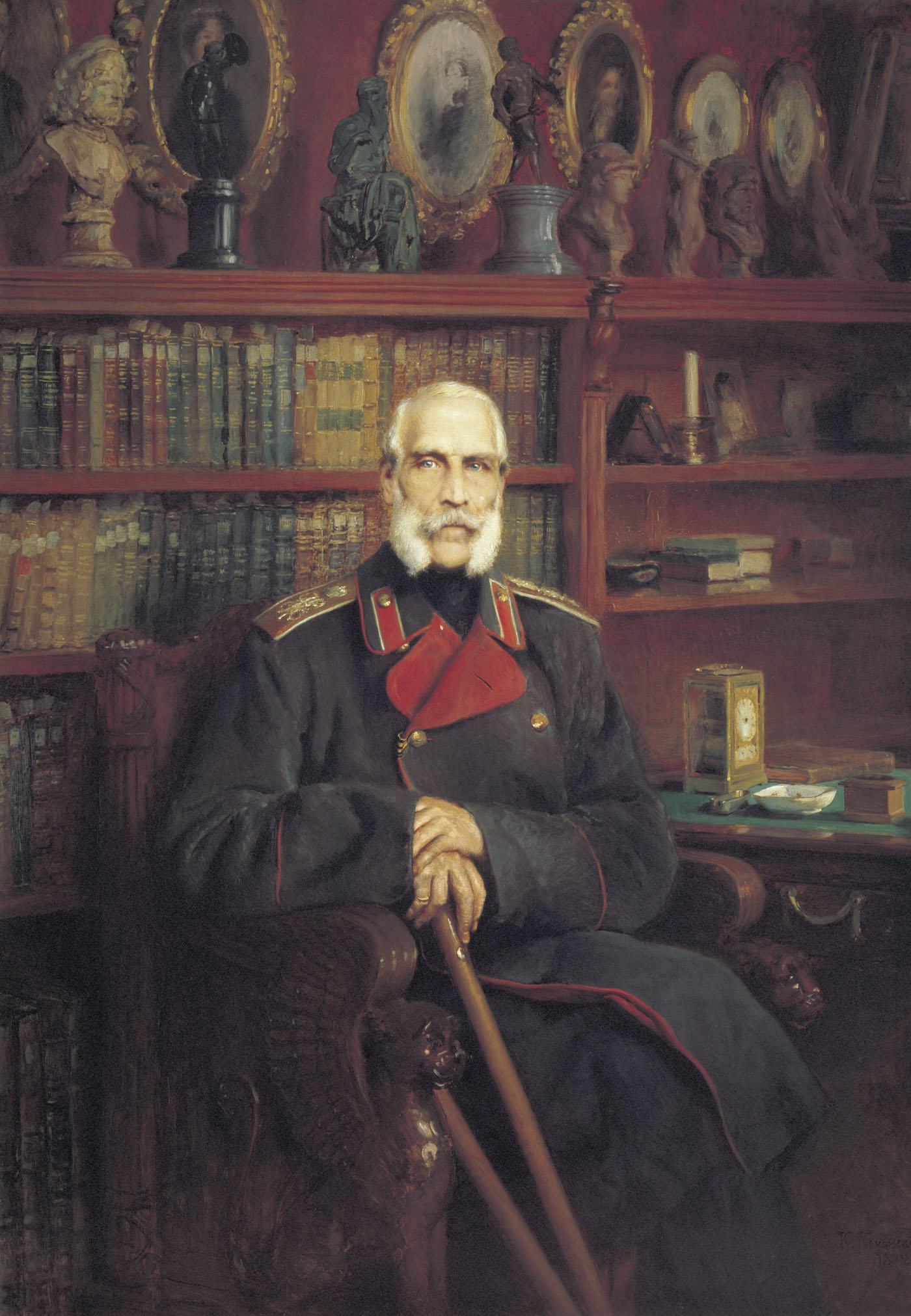
Sergei Grigorievich Stroganov per Konstantin Makovsky, 1881.

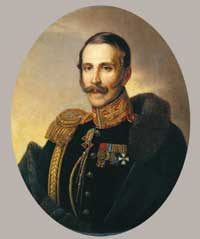
Sergei Grigoriyevich Stroganov, primera meitat del.

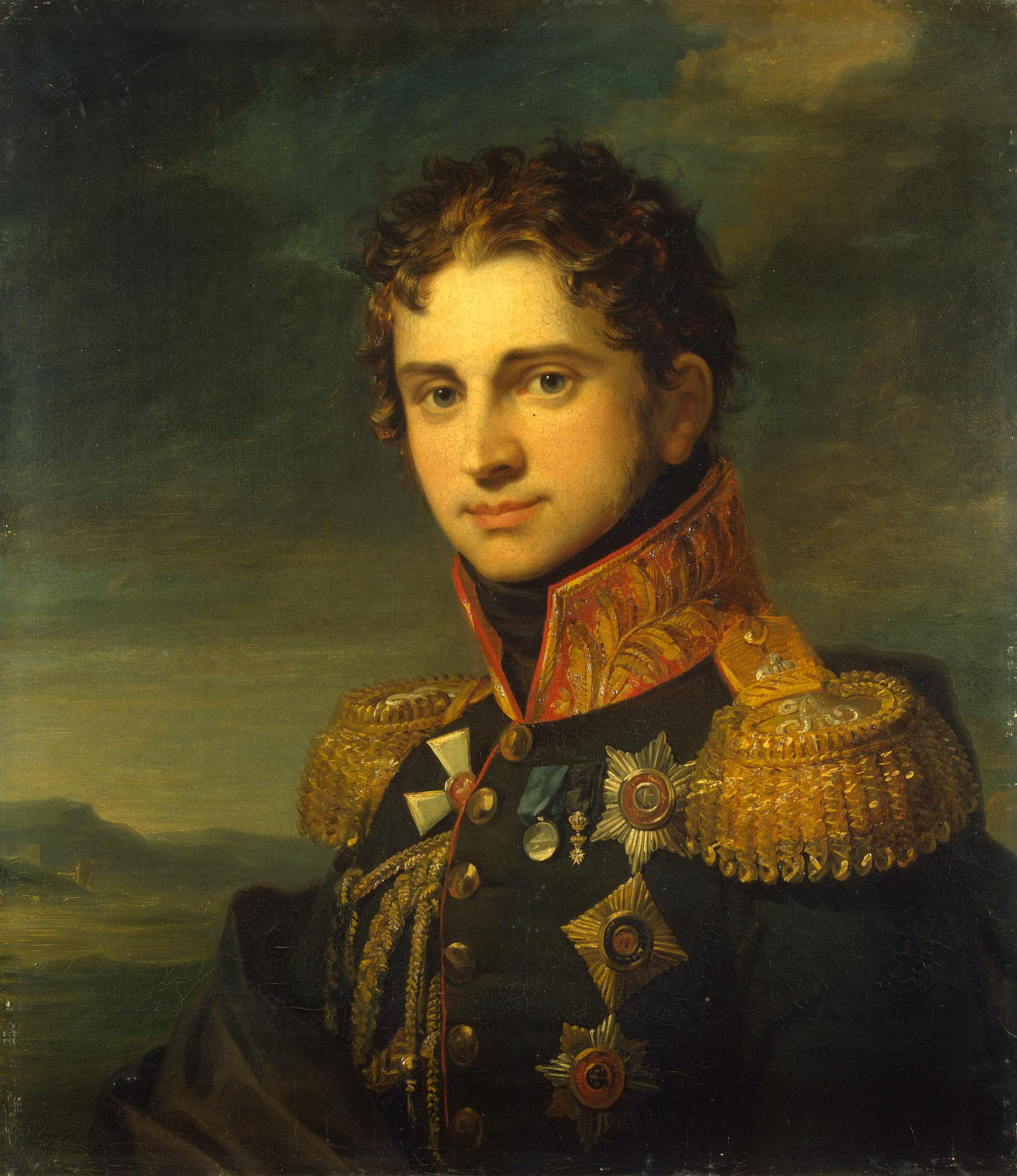
Pavel Alexándrovich Stroganov (1774-1817).

Durant la Gran Guerra del Nord de 1700-1721, els Stroganov li van donar un gran suport financer al govern de Pere I el Gran, de manera que Alexandre Grigoriyevich Stroganov, Nicolau Grigoriyevich Stroganov i Sergei Grigoriyevich Stroganov van ser elevats al rang de baró el 1722 i posteriorment al de comte.
Des de llavors, els Stroganov van ser membres de l'aristocràcia russa i van exercir importants càrrecs en el govern:
- Sergei Grigoriyevich (1707-1756) va jugar un important paper durant el regnat d'Isabel Petrovna.
- El seu fill Alexandre Sergeievitx Stroganov (1733-1811) va ser membre de la comissió per elaborar el nou codi de lleis durant el regnat de Caterina la Gran. A finals del segle xviii i principis del XIX, va exercir diferents càrrecs, com ara president de l'Acadèmia Russa d'Arts, director d'art de la Biblioteca Pública, i membre del Consell d'Estat.
- Pavel Alexándrovich Stroganov (1772-1817) va ser membre del Comitè de Privats (Негласный комитет) d'Alexandre I i assistent del ministre d'Interior.
- Sergei Grigoriyevich Stroganov (1794-1882) va ser el governador de Moscou entre 1859 i 1860. Va fundar l'Institut Stroganov d'Arts i Indústria de Moscou el 1825.
- Alexandre Grigoriyevich Stroganov va ser ministre d'Interior entre 1839 i 1841 i membre del Consell d'Estat des de 1849.

Molts Stroganov han estat coneguts pel seu interès en l'art, la literatura, la història, i l'arqueologia. Tenien per costum el posseir riques biblioteques, col·leccions de pintura, monedes, medalles, etc. El Palau Stroganov (convertit en un dels edificis del Museu Rus està entre les millors vistes del Nevsky Prospekt a Sant Petersburg.

## Temps moderns
Després de la Revolució russa de 1917 els Stroganov van emigrar amb el Moviment Blanc i tota la propietat familiar va ser nacionalitzada en benefici del poble rus. El 1992 va ser creada l'Estat de Nova York una corporació sense ànim de lucre: la Fundació Stroganoff que es dedica a la conservació i la restauració de l'herència russa dels Stroganov. L'establiment d'aquesta fundació va ser inspiració de la baronessa Hélène de Lundinghausen, que viu a París i la mare, la princesa Xenia Alexandrovna Shcherbatova-Stroganov, va néixer al Palau Stroganov.